# Хотар (Румунія)
Хотар (рум. Hotar) — село у повіті Біхор в Румунії. Входить до складу комуни Цецкя.
Село розташоване на відстані 412 км на північний захід від Бухареста, 28 км на схід від Ораді, 103 км на захід від Клуж-Напоки.

## Населення
За даними перепису населення 2002 року у селі проживали 933 особи. Рідною мовою 930 осіб (99,7%) назвали румунську.
Національний склад населення села:
| Національність | Кількість осіб | Відсоток |
| -------------- | -------------- | -------- |
| румуни         | 916            | 98,2%    |
| цигани         | 13             | 1,4%     |